# Lily Mills
Lily Ann Mills (geboren 2000) ist eine britische Tennisspielerin und Behindertensportlerin. Sie repräsentierte Großbritannien bei den Special Olympics World Summer Games 2019 in Abu Dhabi und den Special Olympics World Summer Games 2023 in Berlin im Bereich Tennis und gewann bei diesen beiden Weltspielen drei Goldmedaillen.

## Leben und Karriere
Mills ist die Tochter von Tallulah Bayley. Sie hat einen Bruder.
Mills kam mit Galaktosämie zur Welt, einer seltenen Stoffwechselerkrankung, die auf einer Genmutation beruht. Zudem bekam sie kurz nach der Geburt Meningitis und eine Blutvergiftung.
Sie lebt in Drayton Park, Islington, besuchte die Drayton Park Primary School und studiert am Westminster Kingsway College (Stand 2023).
Bereits im Alter von fünf Jahren begann Mills mit dem Tennisspielen. Unter der Woche wird sie von Mukember Musa am Islington Tennis Centre trainiert, an Samstagen spielt sie im Mayfield Tennis Club in Palmers Green, Enfield.
Zwischen 2015 und 2018 gewann sie jedes Jahr das Learning Disability National Tennis Tournament in Nottingham.
2016 wurde sie mit dem Preis Sportswoman of the Year für Islington ausgezeichnet.
2017 gewann sie bei den Special Olympics National Summer Games in Sheffield im Frauen Einzel und im gemischten Doppel Silbermedaillen.
Sehr erfolgreich war die Athletin bei den Special Olympics World Summer Games in Abu Dhabi 2019: Sowohl im gemischten Doppel in der Leistungsklasse Level 5 – MXDL502 als auch im Frauen Einzel in  L5 Singles F02 erwarb sie eine Goldmedaille. Bei den Special Olympics World Summer Games 2023 in Berlin nahm sie in Level 6 am Wettbewerb Frauen Einzel und am gemischten Doppel teil. Im Einzel gewann sie in der Leistungsklasse L6 SF01 Bronze, im gemischten Doppel mit ihrem Partner Adam Brownsword in L6 DX01 Gold.